# 1-207-7
1-207-7 — проєкт двоповерхового гуртожитку загальнорадянської серії типових цегляних будинків 1-207. Розроблений наприкінці 1940-х років у московському відділі інституту Союзтопстройпроект міністерства будівництва паливних підприємств, головний архітектор — Л. Б. Каток, архітектор — Л. М. Киселевич. Будинки проєкту зведені в Україні, Росії, Білорусі.

## Опис проєкту
Розміри основного об'єму 44,2×12,8 м. Житлова площа 536 м² при пічному опаленні або 548 м² при централізованому. Висота поверху 2,83 м від підлоги до стелі, 3,15 м від підлоги до підлоги. Висота цоколю 0,7 м, висота до карнизу 7 м, висота до гребня 11 м.
Пізнавальною особливістю проєкту є портик з чотирма прямокутними колонами з галерейним балконом на другому поверсі і без фронтону.

## Галерея

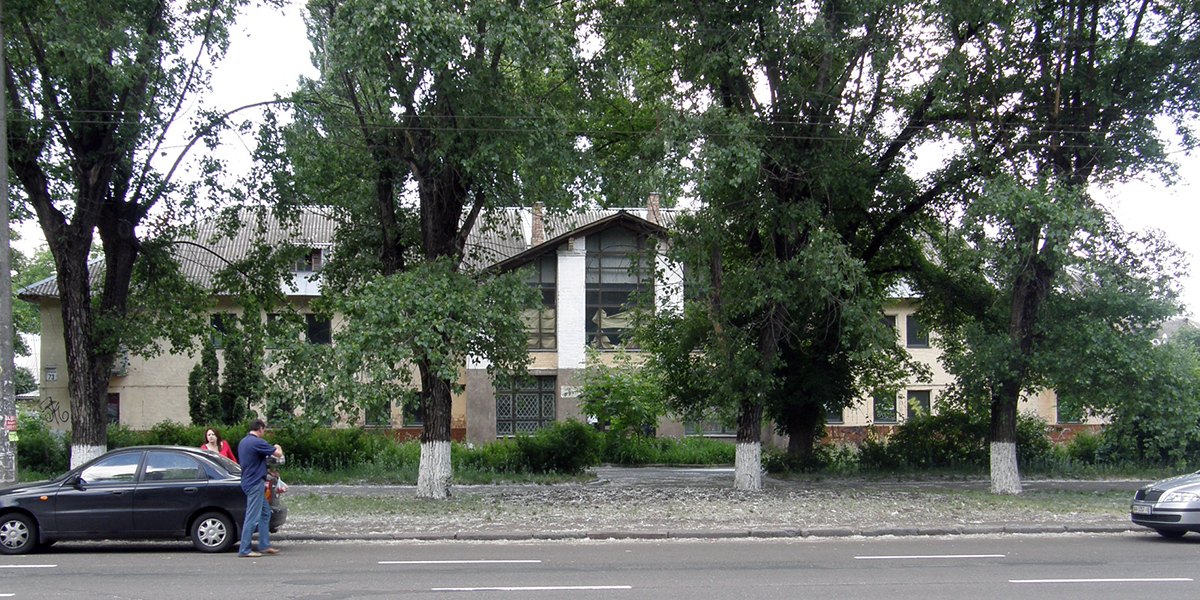
Київ, Відрадний, просп. Відрадний, 73
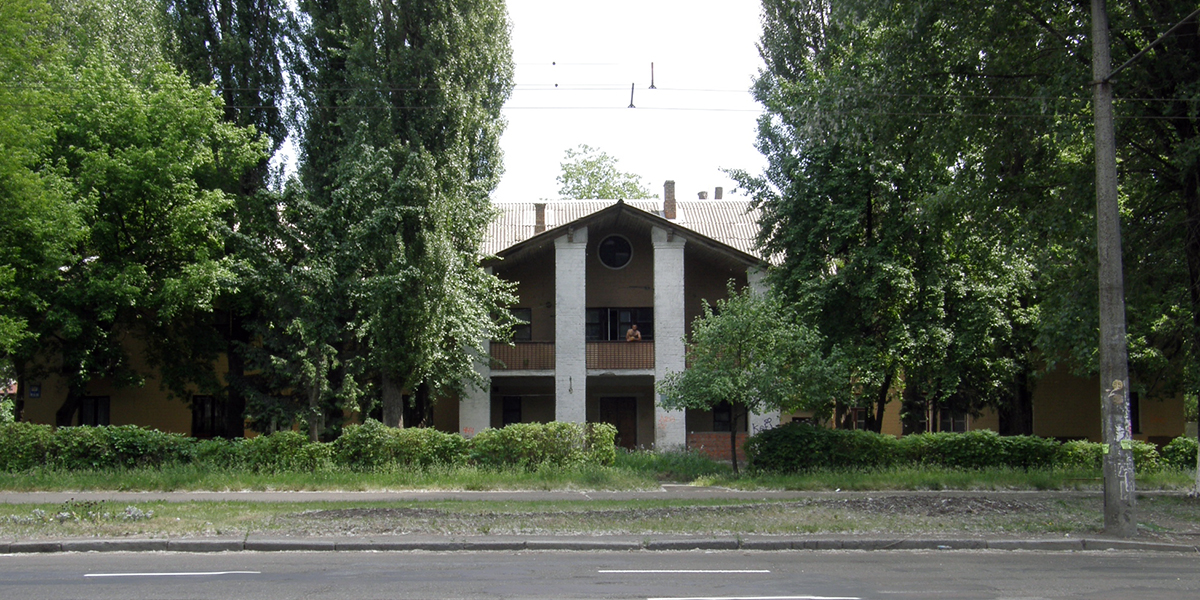
Київ, Відрадний, гуртожиток Укргазбуду (просп. Відрадний, 75), 1950
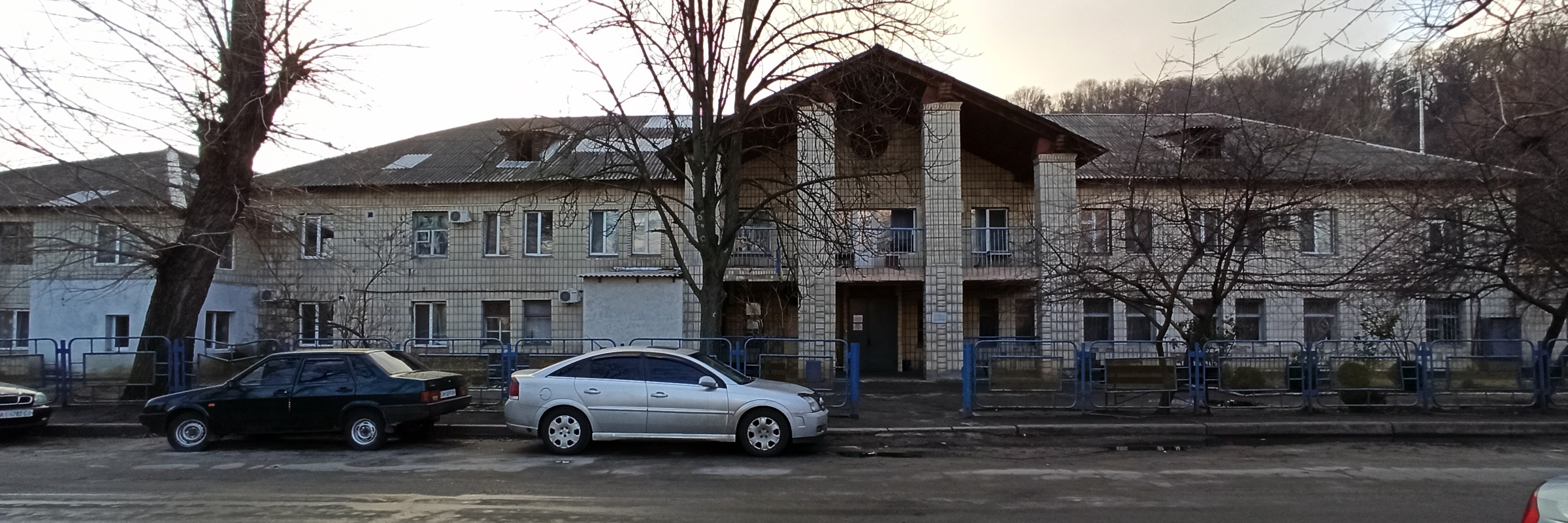
Гуртожиток Київавтошляхмосту, Набережно-Печерська дорога, 4
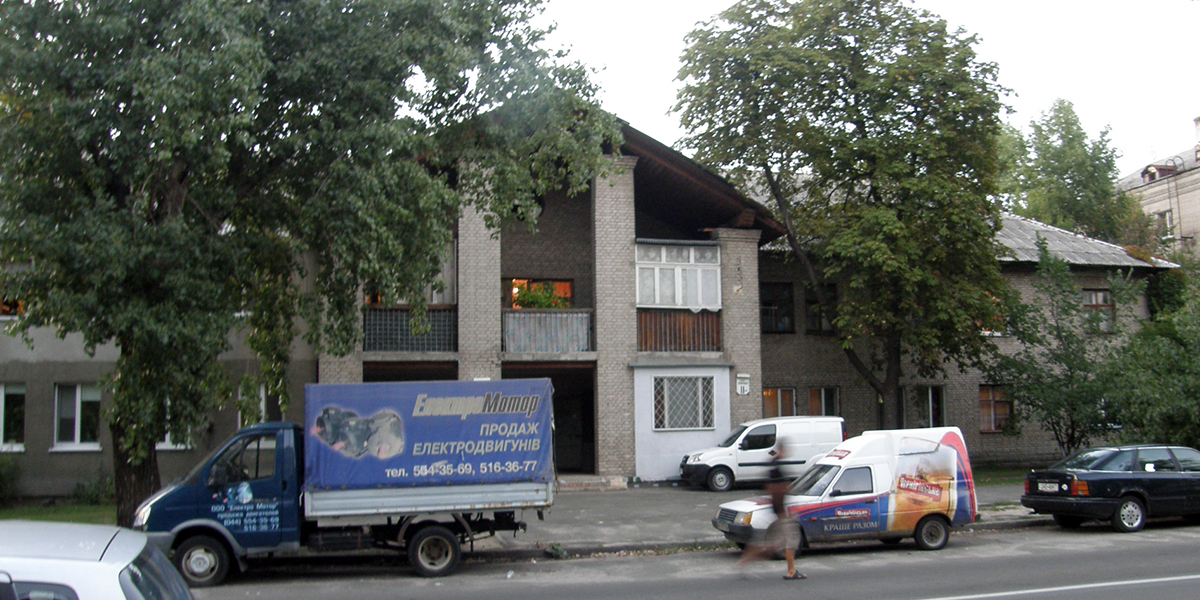
Київ, Дарниця, вул. Черчиля 11/11 пров. Будівельників
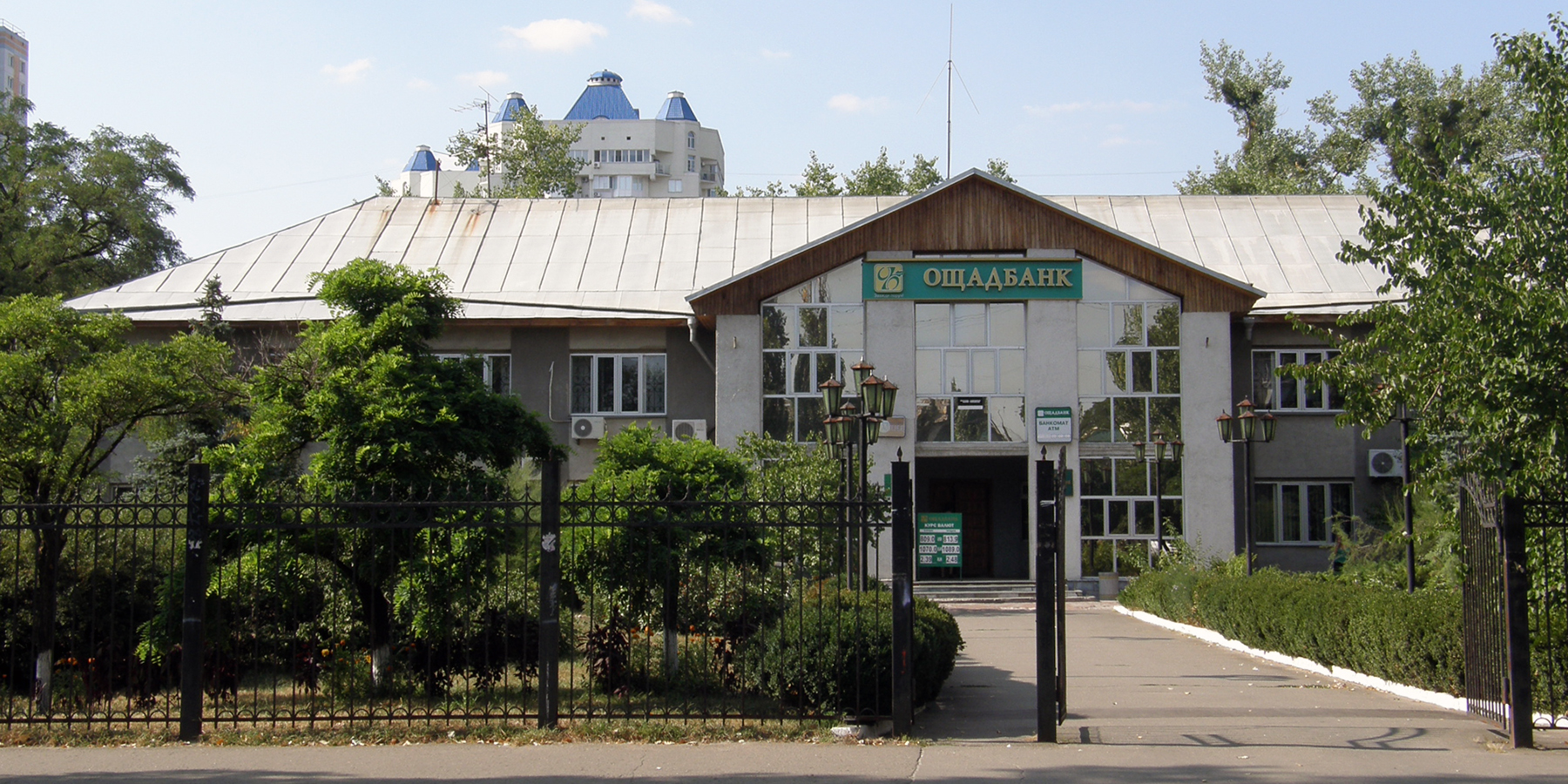
Київ, Дарниця, відділення «Ощадбанку» № 10026/020 (вул. Черчиля, 35)
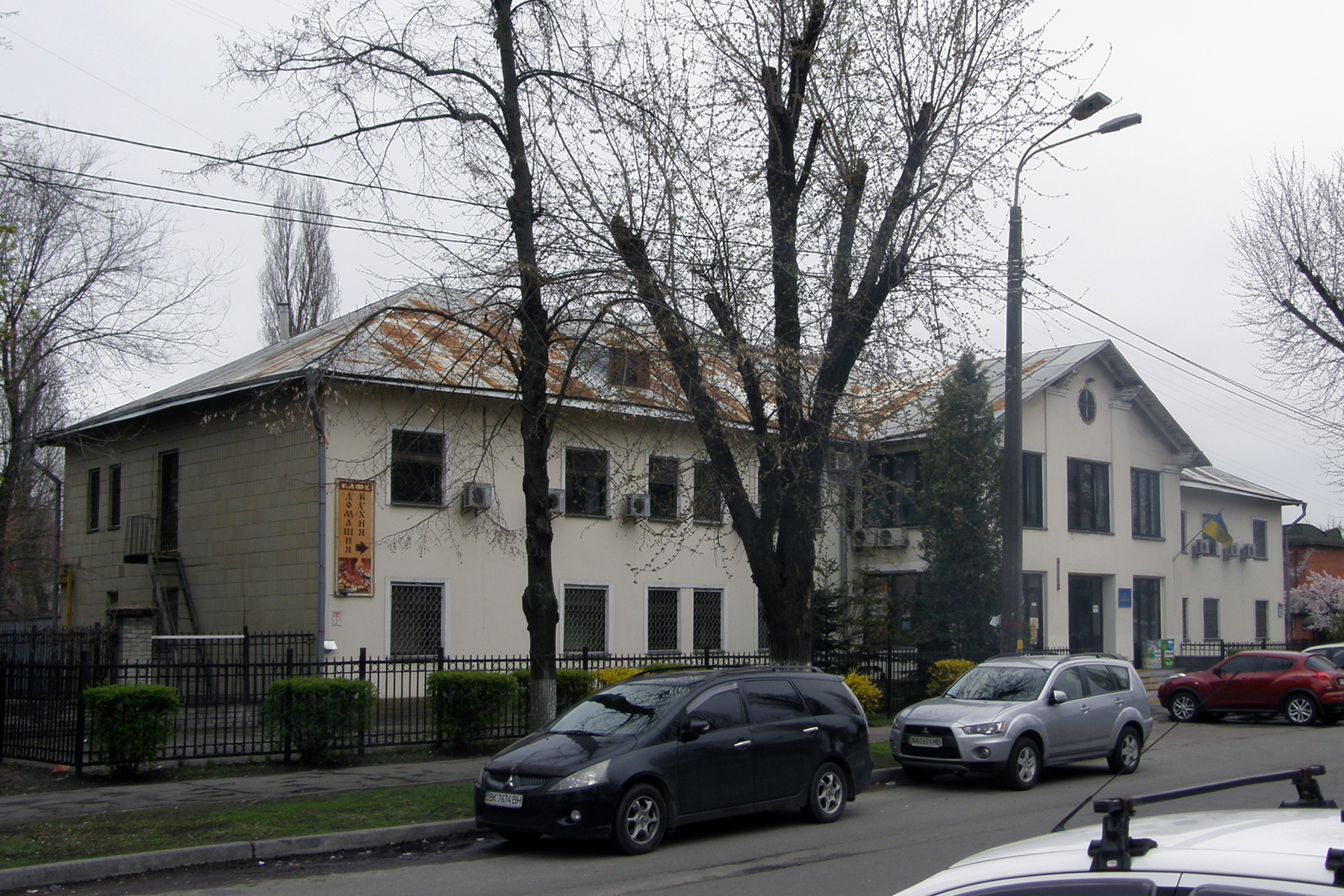
Київ, Дарниця, вул. Полуботка, 10/1
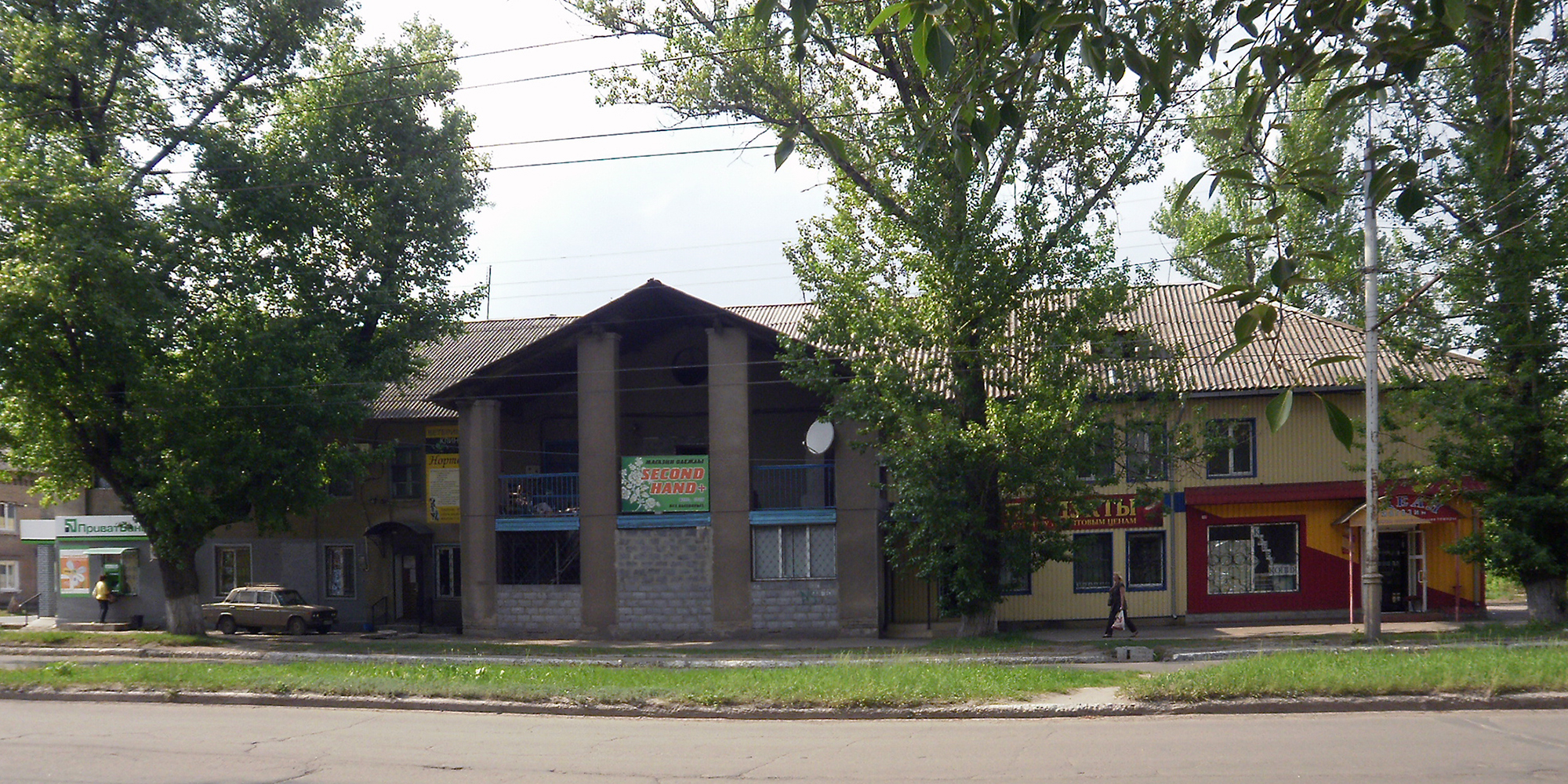
Слов'янськ, вул. Вокзальна, 12
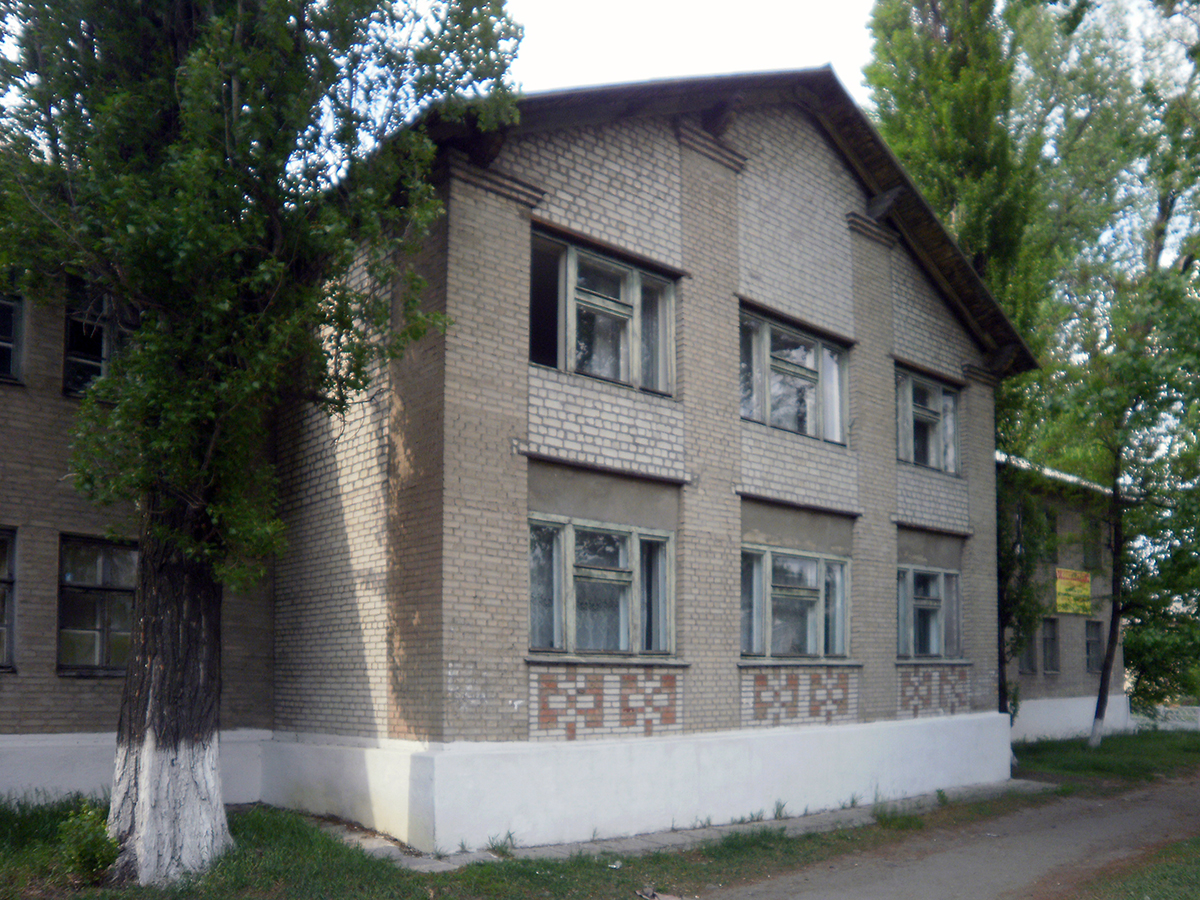
Слов'янськ, вул. Вокзальна, 34
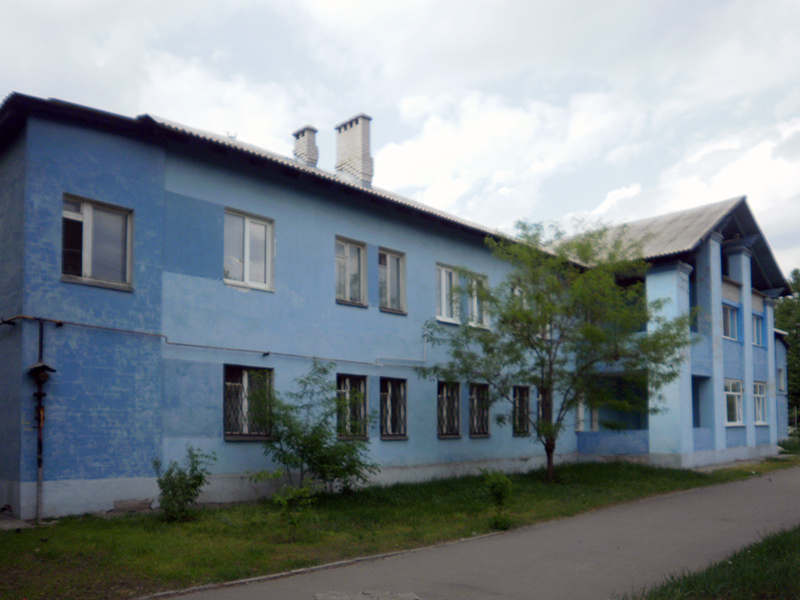
Слов'янськ, вул. Вокзальна, 36
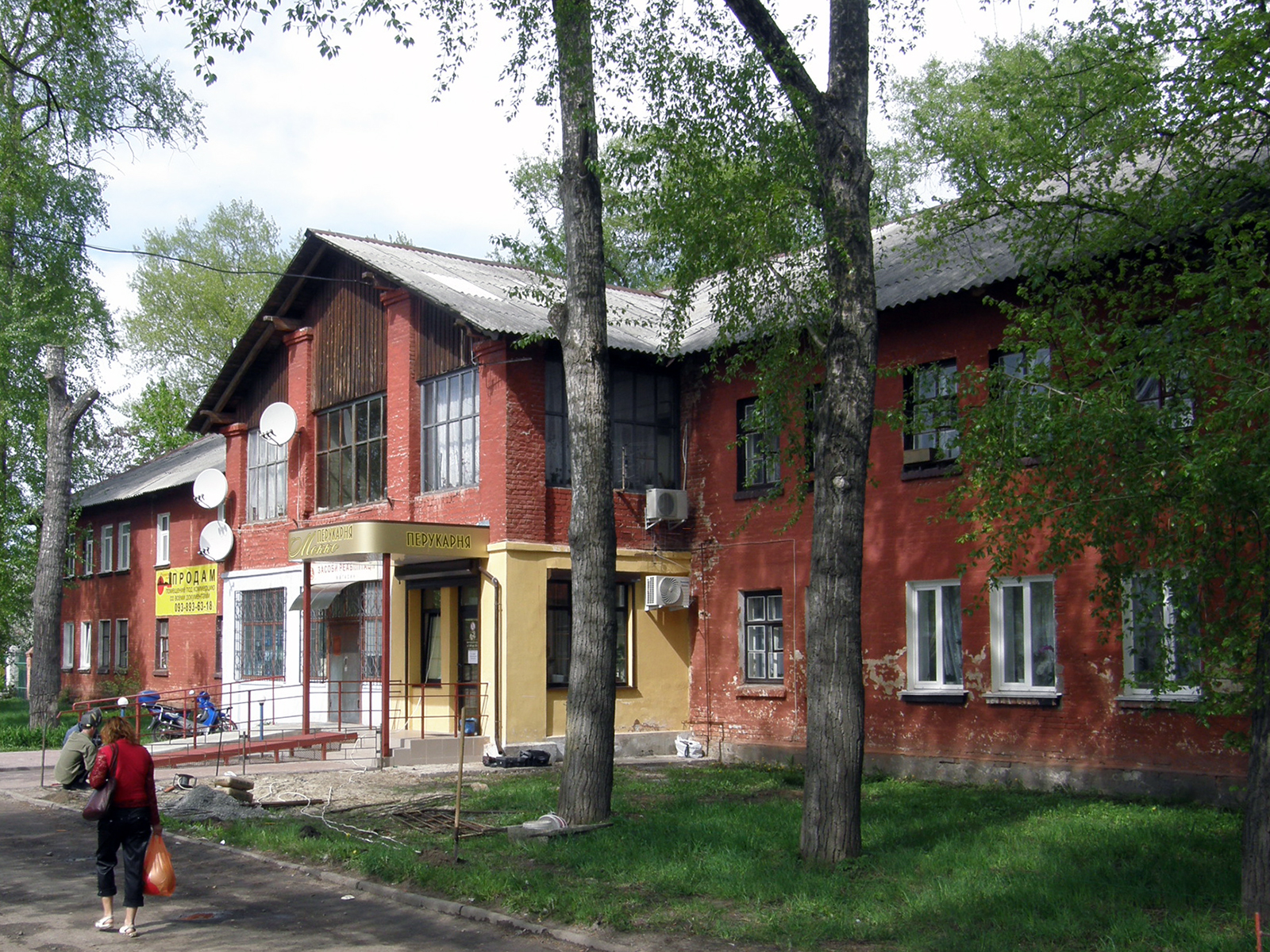
Чернігів, просп. Миру, 201
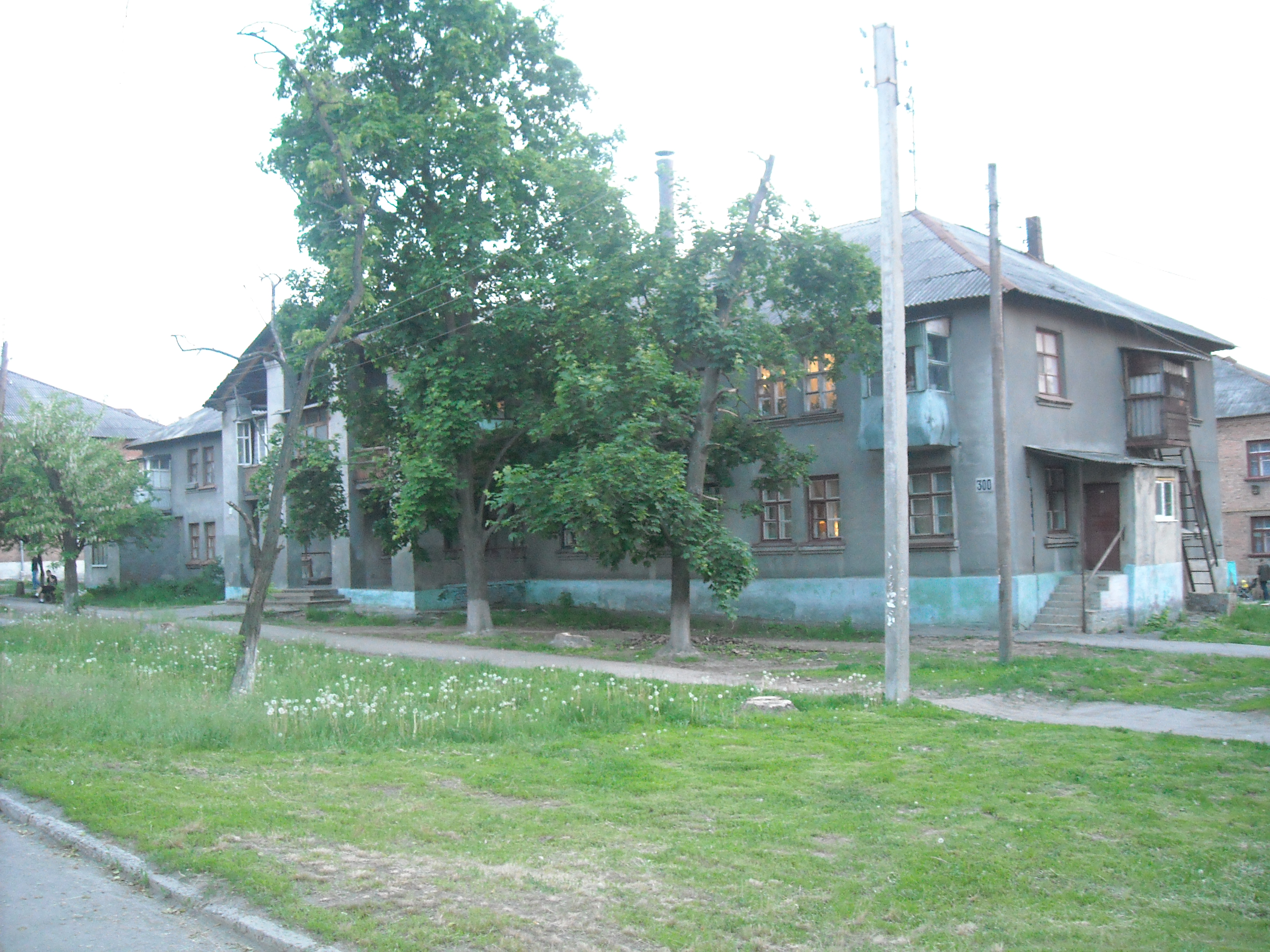
Харків, просп. Гагаріна, 300